# Cota judaica
Uma cota judaica era uma cota racial discriminatória destinada a limitar ou negar o acesso de judeus a várias instituições. Essas cotas foram disseminadas nos séculos XIX e XX nos países desenvolvidos e frequentemente presentes no ensino superior, muitas vezes em universidades de prestígio.

## Por países

### Canadá
A cota restrita da Universidade McGill foi a mais longa, sendo oficialmente adotada em 1920 até o final dos anos 1960.

### Alemanha
Uma série de resoluções numerus clausus foi adotada em 1929 com base na raça e no local de origem, não na religião.
A lei de cota para arianos foi promulgada supostamente para evitar a superlotação de escolas e universidades, que se referia às preocupações alemãs na época de que um grande número de alunos diminuiria a qualidade do ensino superior. No início de 1933, cerca de 0,76 por cento da população alemã era judia, mas mais de 3,6 por cento dos estudantes universitários alemães eram judeus, número que declinou continuamente de mais de 9 por cento na década de 1880. Depois de 30 de julho de 1939, os judeus não tinham mais permissão para frequentar escolas públicas alemãs, e a lei de cotas anterior foi eliminada por um regulamento não público em janeiro de 1940.
Embora os limites não tenham sido totalmente cumpridos - a cota das mulheres ficou um pouco acima de 10 por cento, principalmente porque uma porcentagem menor de homens do que as mulheres aceitou suas admissões na universidade - para as mulheres foi quase duas vezes mais difícil ingressar na universidade do que para os homens com o mesmo qualificação. Após dois semestres, os limites de admissão foram revogados, porém, deixando em vigor a regulamentação não ariana.
Para obter informações adicionais em alemão, consulte o artigo na Wikipedia alemã

### Hungria
Cinco categorias foram estabelecidas: funcionários públicos, veteranos de guerra e oficiais do exército, pequenos proprietários de terras e artesãos, industriais e as classes de comerciantes.

### Romênia
Numerus Clausus não foi introduzido por lei, mas foi adotado por estudantes nas universidades Cluj, Bucareste, Iasi e Cernauti.

### Rússia
Essas limitações foram removidas na primavera de 1917, após a abdicação do czar durante a fase inicial da revolução russa de 1917-1918 (a chamada Revolução de fevereiro de 1917); mais tarde, no final dos anos 1940, durante a fase inicial da Guerra Fria e a maré da campanha anti-"cosmopolita sem raízes ", uma discriminação grosseira de fato dos candidatos judeus foi reintroduzida em muitas instituições de ensino superior na União Soviética até a Perestroika.

### Estados Unidos
Ele observa que as instruções de Dean Milton Winternitz eram notavelmente precisas: "Nunca admita mais do que cinco judeus, aceite apenas dois católicos italianos e não aceite nenhum negro." Como resultado, Oshinsky acrescentou: " Jonas Salk e centenas como ele" matriculou-se na Universidade de Nova York .
A política de admissão informal da Universidade de Yale para restringir o corpo discente judeu da escola a cerca de 10% terminou no início dos anos 1960.

### Iugoslávia
Em 1940, o governo do Reino da Iugoslávia promulgou o Decreto sobre a Inscrição de Pessoas de Descendência Judaica na Universidade, Escola Secundária, Colégio de Formação de Professores e Outras Escolas Profissionais, que limitou a proporção de estudantes judeus à proporção de judeus no total população.